# Johnny Mauro

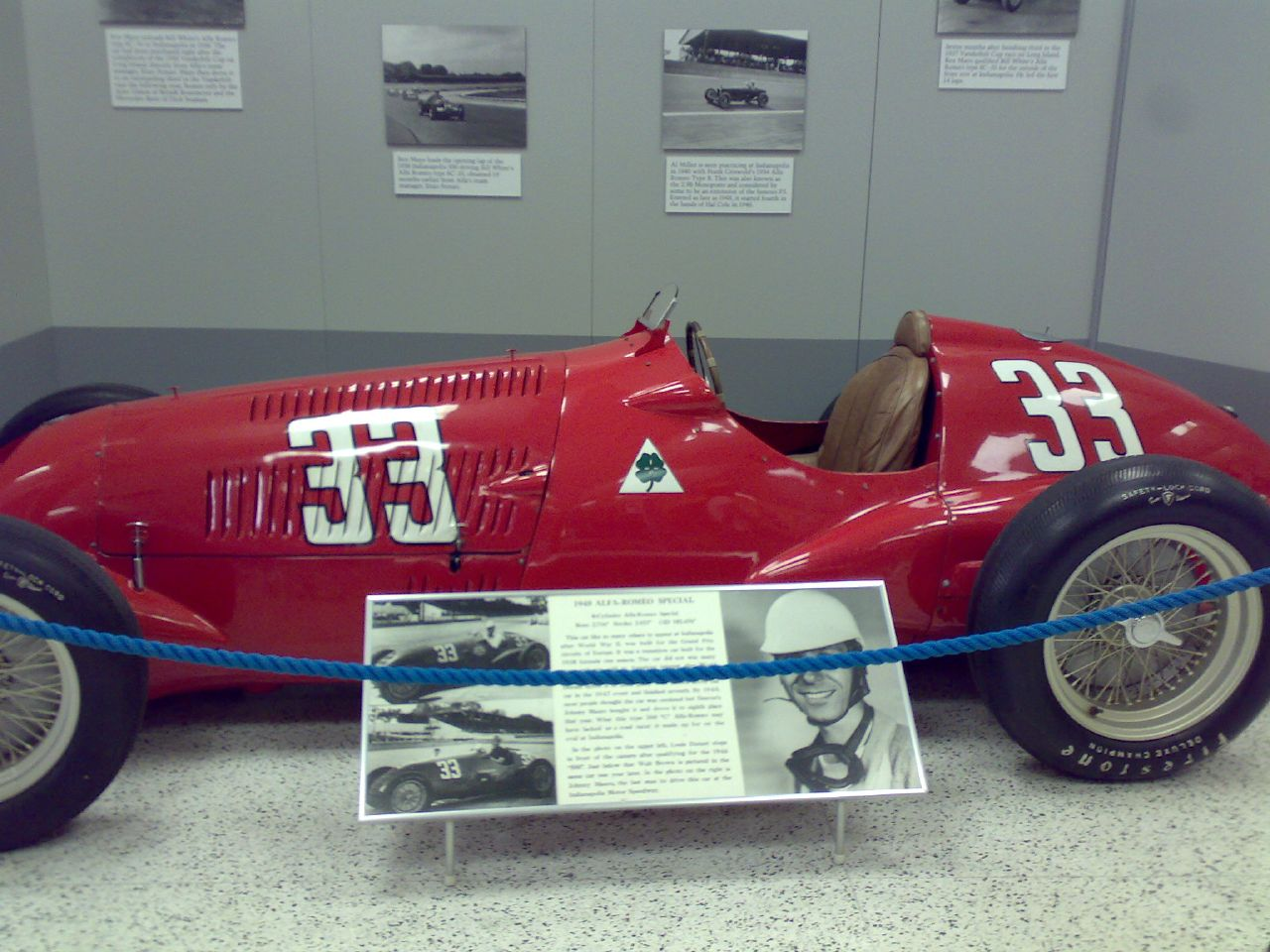
L'Alfa Romeo 308 utilizzata da Johnny Mauro ad Indianapolis nel 1948.

John Bobptisto Mauro, detto Johnny (Denver, 25 ottobre 1910 – Golden, 23 gennaio 2003), è stato un pilota automobilistico statunitense.

## Carriera
Proveniente da una famiglia di proprietari di concessionarie di automobili di Denver, gareggiò negli anni quaranta e cinquanta con automobili italiane come Alfa Romeo e Ferrari.
Disputò una sola volta la 500 Miglia di Indianapolis nel 1948 a bordo di una Alfa Romeo terminando la corsa 8º. In altre quattro occasioni non riuscì a qualificarsi per l'evento.
Morì nel 2003 in un incidente stradale e venne sepolto presso il cimitero Mount Olivet di Wheat Ridge, Colorado.
Tra il 1950 e il 1960 la 500 Miglia faceva parte del Campionato Mondiale, per questo motivo Mauro ha all'attivo due iscrizioni a Gran Premi in Formula 1, senza però essere mai riuscito a superare le qualifiche.

## Risultati in Formula 1
| 1950 | Scuderia     | Vettura |  |  |    |  |  |  |  |  | Punti | Pos. |
| ---- | ------------ | ------- |  |  | -- |  |  |  |  |  | ----- | ---- |
| 1950 | Johnny Mauro | 8C-308  |  |  | NQ |  |  |  |  |  | 0     |      |

| 1952 | Scuderia     | Vettura  |  |    |  |  |  |  |  |  | Punti | Pos. |
| ---- | ------------ | -------- |  | -- |  |  |  |  |  |  | ----- | ---- |
| 1952 | Kennedy Tank | 375 Indy |  | NQ |  |  |  |  |  |  | 0     |      |

| Legenda | 1º posto     | 2º posto | 3º posto    | A punti         | Senza punti/Non class.  | Grassetto – Pole position Corsivo – Giro più veloce |
| Legenda | Squalificato | Ritirato | Non partito | Non qualificato | Solo prove/Terzo pilota | Grassetto – Pole position Corsivo – Giro più veloce |